# 相馬隆治
相馬 隆治（そうま りゅうじ）は日本の倫理学者。大阪府生まれ。甲南大学講師。花園大学教授。京大劇団『人間座』創設者。

## 略歴
京都大学文学部哲学科および同修士課程卒。

## 著書
- 相馬隆治「喜劇的･悲劇的」（甲南大学文学会論集1、甲南大学文学会、1954年）
- 相馬隆治「辨證法と人間」（甲南大学文学会論集6、甲南大学文学会、1957年）
- 相馬隆治「所有と疎外の諸問題」（甲南大学文学会論集8、甲南大学文学会、1958年）
- 相馬隆治「実存と自由--一つのサルトル論･哲学と演劇の間 」（甲南大学文学会論27、甲南大学文学会、1965年）
- 相馬隆治「正義についての若干の考察ーアリストテレスを主として」（甲南大学文学会編集34、1966年）
- 相馬隆治「法と道徳の現代的問題点--法実証主義をめぐって」（甲南大学文学会編集30、1967年）
- 相馬隆治「法と倫理の根本問題--社会と個人の幸福に関連して-1-」（甲南大学文学会編集38、1968年）
- 相馬隆治「法と倫理の根本問題--社会と個人の幸福に関連して-2-」（甲南大学文学会編集41、1969年）
- 相馬隆治「イメージと価値」（金子武蔵編「価値」、理想社刊行、1972年）
- 相馬隆治「現代における感情の在り家」（「倫理学研究」第二集、関西倫理学会編、1972年）
- 相馬隆治「稀少性と弁証法--一つのサルトル伝」（「倫理学研究」第十一集、関西倫理学会編、1981年）

## 参考
- 国立国会図書館デジタルコレクション[出典無効]